# Baie de Mudeka
La baie de Mudeka est située sur le littoral de la région du sud-ouest, au Cameroun. Elle s'étend sur ... km². Elle est d'une grande richesse écologique notamment en tant que haut lieu ornithologique.

## Situation
La baie de Mudeka est située au nord de l'estuaire du Wouri et du Mungo, dans le golfe de Guinée. 

### Histoire
La périphérie de la baie de Mudeka et de son estuaire est une mangrove propice à la pêche de diverses espèces de poissons et crevettes. 
Les explorateurs et peuples côtiers ont fréquenté la région dans les années 1700 et 1800. 

## Caractéristiques
Elle est constituée de deux estuaires emboîtés : 
- celui du Wouri au sud, et
- celui Mungo au nord.

La menace d'ensablement est à la fois un atout et un contrainte au développement. 
Une grande partie du sable utilisé dans les constructions de bâtiments à Douala viennent de l'estuaire du Wouri et de la baie de Mudeka.
La navigabilité des courants est limitée aux petits engins, ce qui est un frein au développement d'un activité industrielle.
Il n'est pas rare d'apercevoir animaux et insectes sur les bancs de sable de la baie durant la marée basse. 

### Faune
La baie de Mudeka est aujourd'hui reconnue sur le plan international pour sa richesse écologique; elle est notamment considérée comme un haut lieu ornithologique. Ses différentes zones offrent des conditions d'accueil favorables aux oiseaux sédentaires et migrateurs.

## Économie

### Carrières de sable
Une grande activité d'extraction de sable et de dragage dans les courants du Mungo et dans la mangrove constitue l'une des principales activités pour les populations de la baie. La présence de camions sur les abords du Mungo venant charger les monticules de sable "pêchés" par les populations locales entretient l'économie locale.

### Tourisme
La baie de Mudeka n'enregistre pas une activité de tourisme remarquable. Les bateaux de pêche et autre plaisanciers sur engins traditionnels parcourent la baie pour des activités économiques (pêche, dragage, etc.)